# Tin Machine
Tin Machine byla rocková skupina, kterou v roce 1988 založil zpěvák David Bowie. Skupina vydala dvě studiová alba, Tin Machine (1989) a Tin Machine II (1991) a v roce 1992 se rozpadla a Bowie pokračoval ve své sólové kariéře. Vedle Bowieho, který byl frontmanem a jediným Angličanem ve skupině, ve skupině hráli ještě tři američtí hudebníci: kytarista Reeves Gabrels, baskytarista Tony Sales a bubeník Hunt Sales. Mimo sedmi singlů skupina vydala ještě koncertní album Tin Machine Live: Oy Vey, Baby (1992).